# グロック

グロック社のロゴ

グロック社 (Glock Ges.m.b.H.) は、オーストリアの武器・軍用品製造会社である。
ポリマーフレーム拳銃の製造で知られる。

## 概要
1963年にガストン・グロック(Gaston Glock)がオーストリアのウィーン近郊にあるヴァグラム(Deutsch-Wagram(独語版)にて創設した。
拳銃の製造で知られるが、元々は機関銃用ベルトリンクやナイフ、シャベルなど軍納入品を生産していた企業であり、趣味として射撃と銃器のメンテナンスを楽しんでいたガストン・グロックが、1980年に始まったオーストリア軍新制式採用トライアルをきっかけとして長年温めていたアイデアをもとに銃器の開発にも乗り出したという経緯がある。
銃器開発の実績がまったく無い同社の製品がトライアルを勝ち抜き、「P80」としてオーストリア軍に採用された事は欧州の銃器業界に衝撃を与え、その斬新なデザインからアメリカ市場でも爆発的なセールスを記録した。
現在ではグロック社の拳銃は世界中の軍隊・警察を中心に幅広い支持を受けている。

## 製品

### 代表的な拳銃
グロック17
グロック社最初のモデル。1983年、オーストリア軍にP80の制式名で採用された。
グロック18
対テロ特殊部隊の要請によりグロック17にフルオート機能を持たせたモデル。
公的機関しか所持できない。
グロック19
グロック17を小型化したモデル。

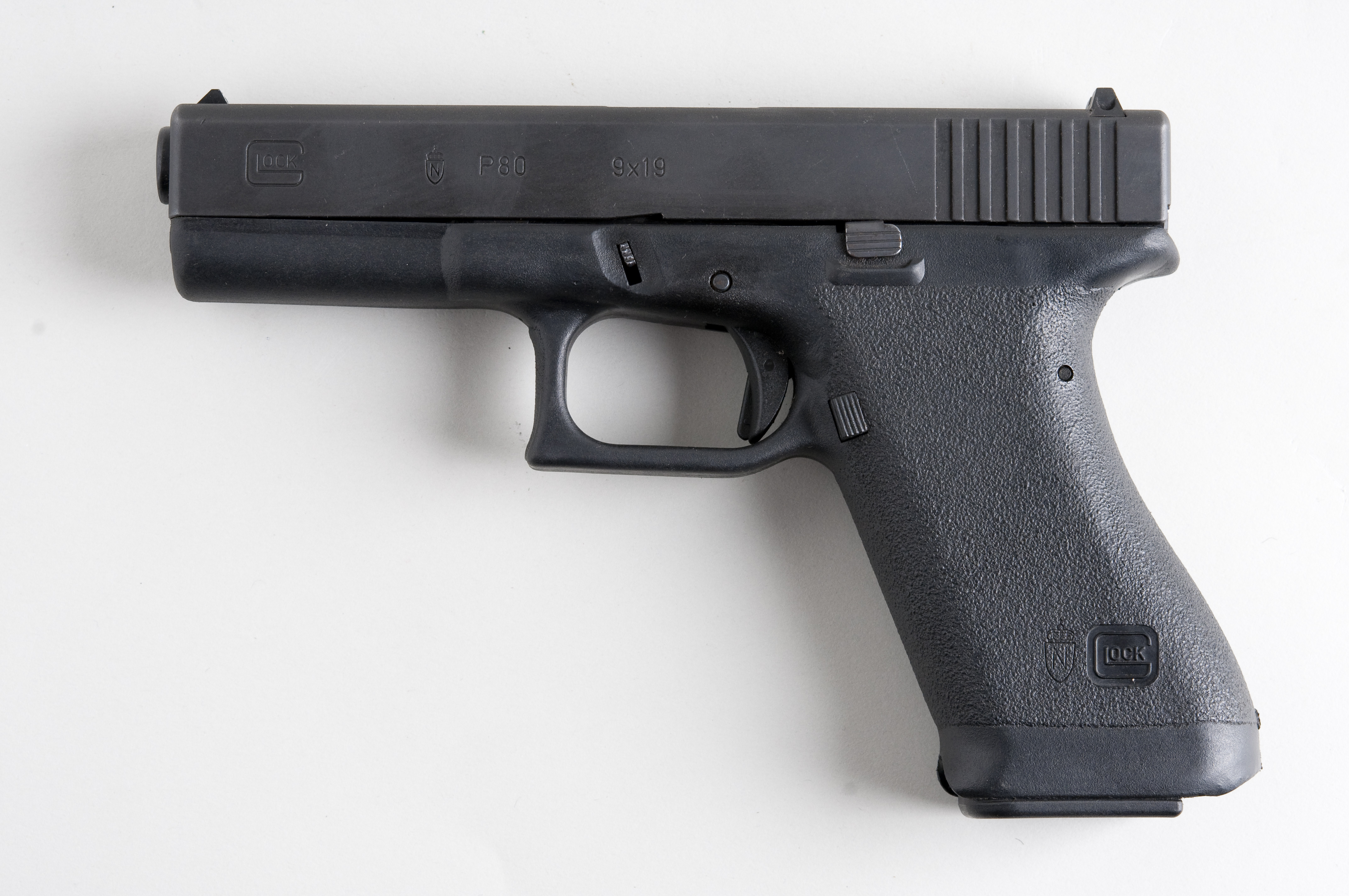
グロック17
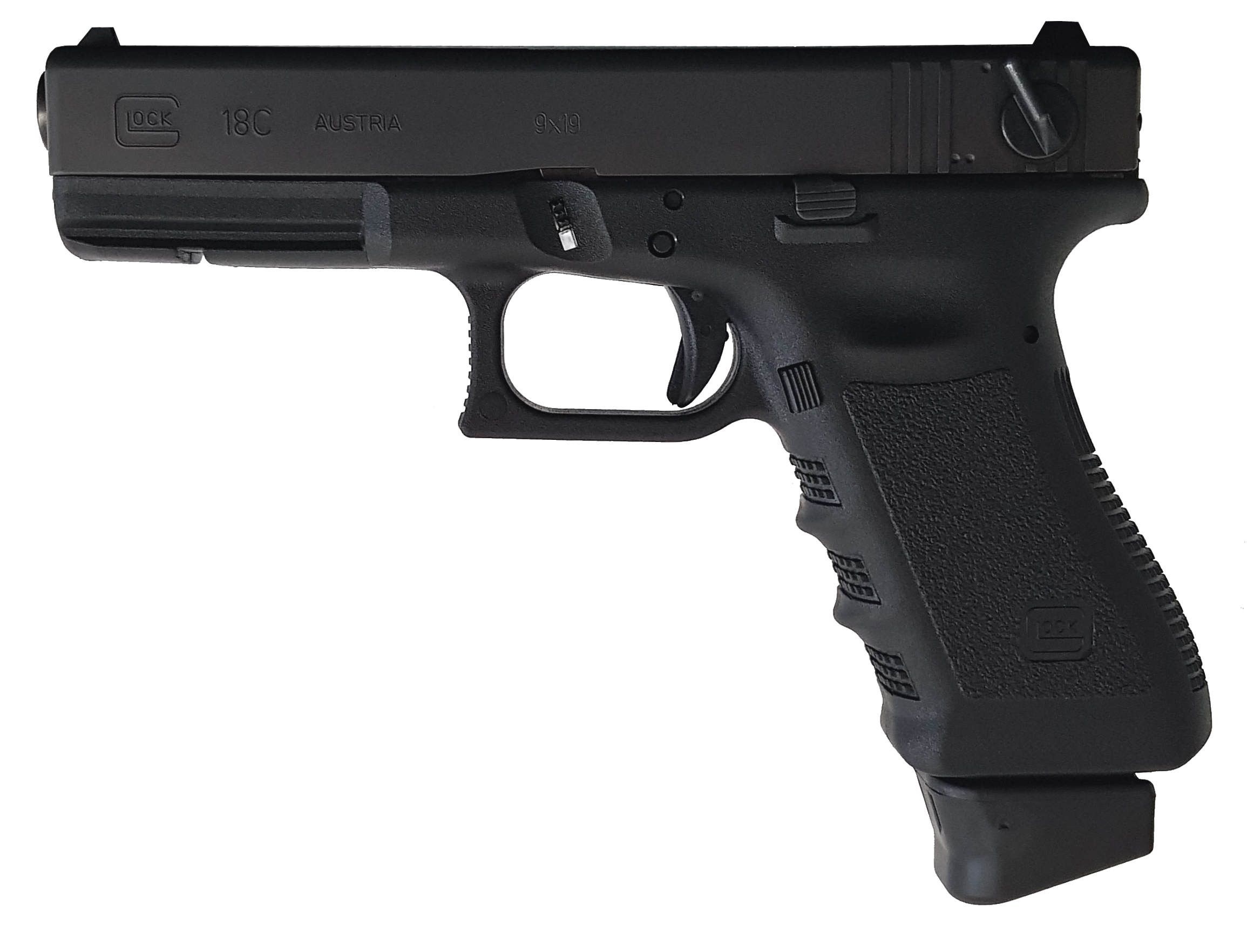
グロック18 全長の短い"グロック18C"モデル
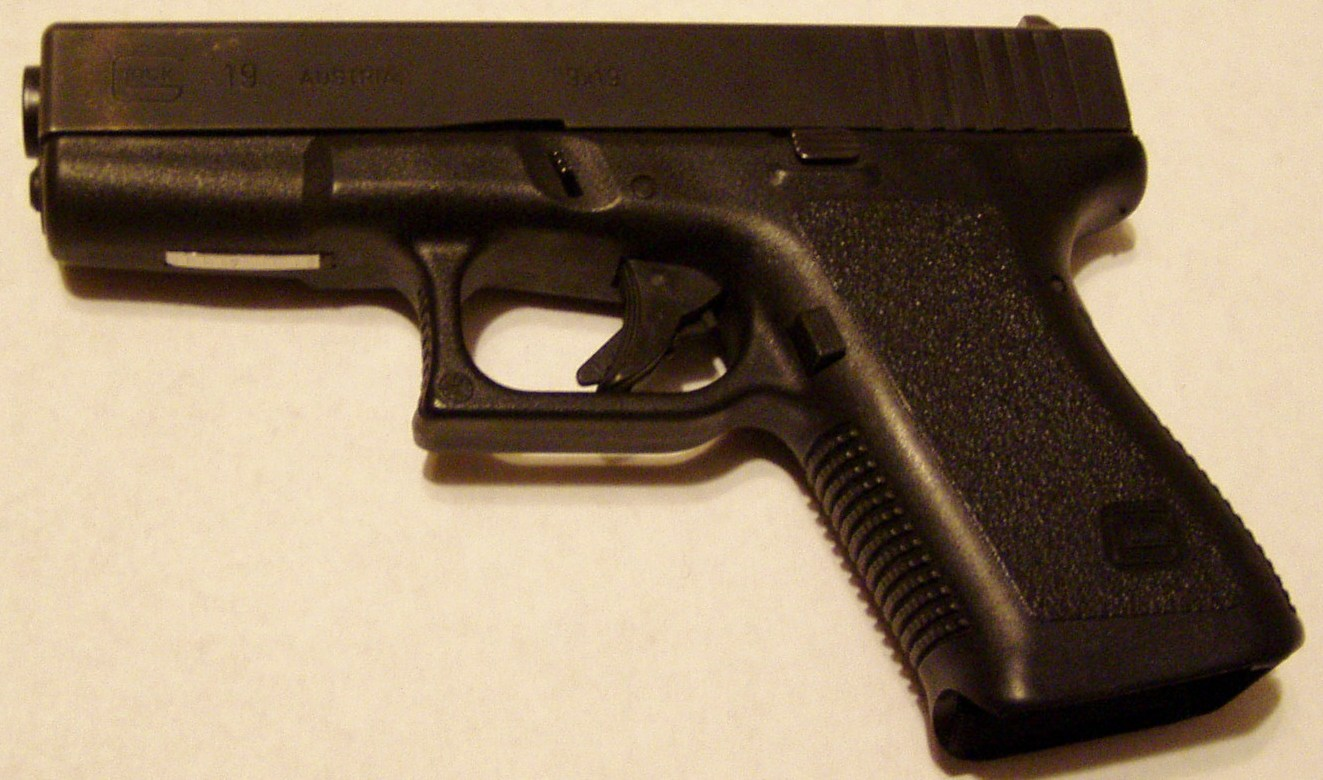
グロック19 トリガーガードの前方下面に埋め込まれた銀色の金属片は、製造番号を刻印するためのもの

### ナイフ
現在は次の2種類のナイフを製造している。
- Feldmesser 78（Field Knife 78）
- Feldmesser 81（Survival Knife 81）

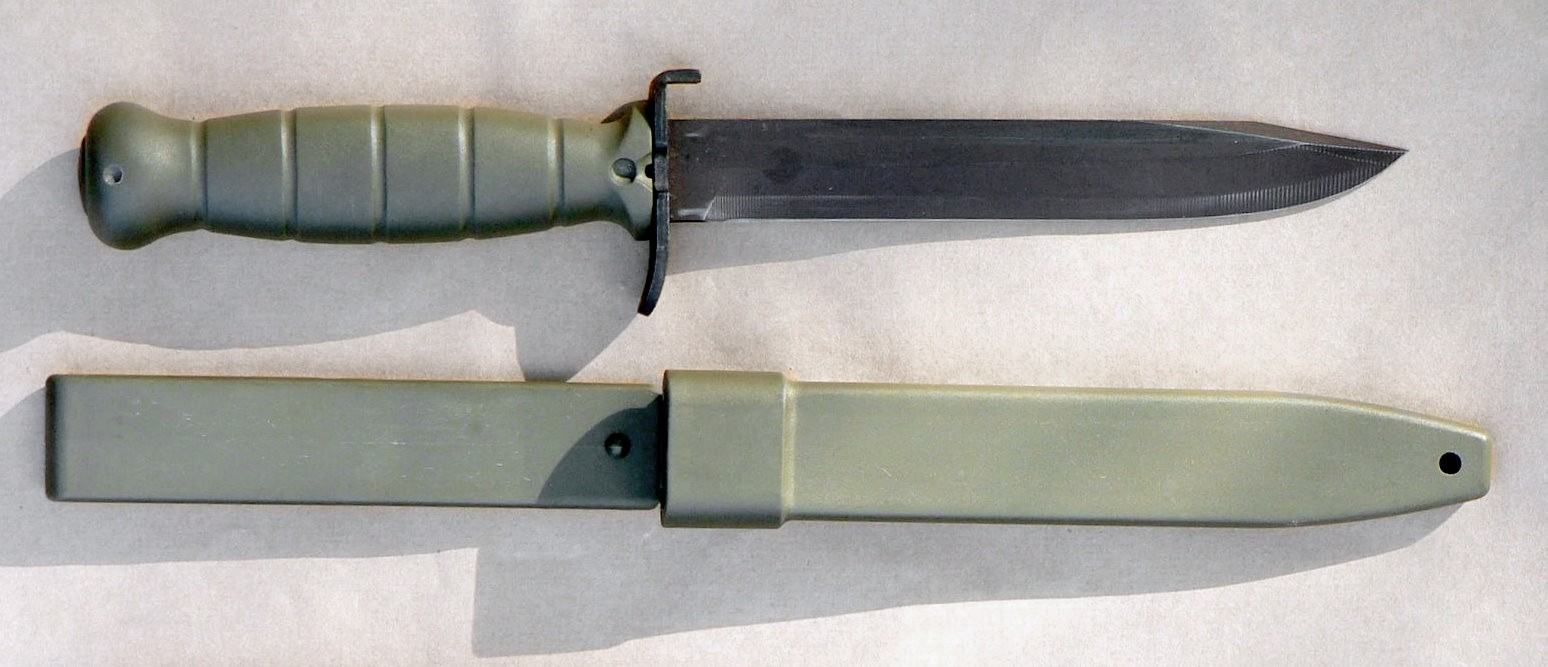
FN 78
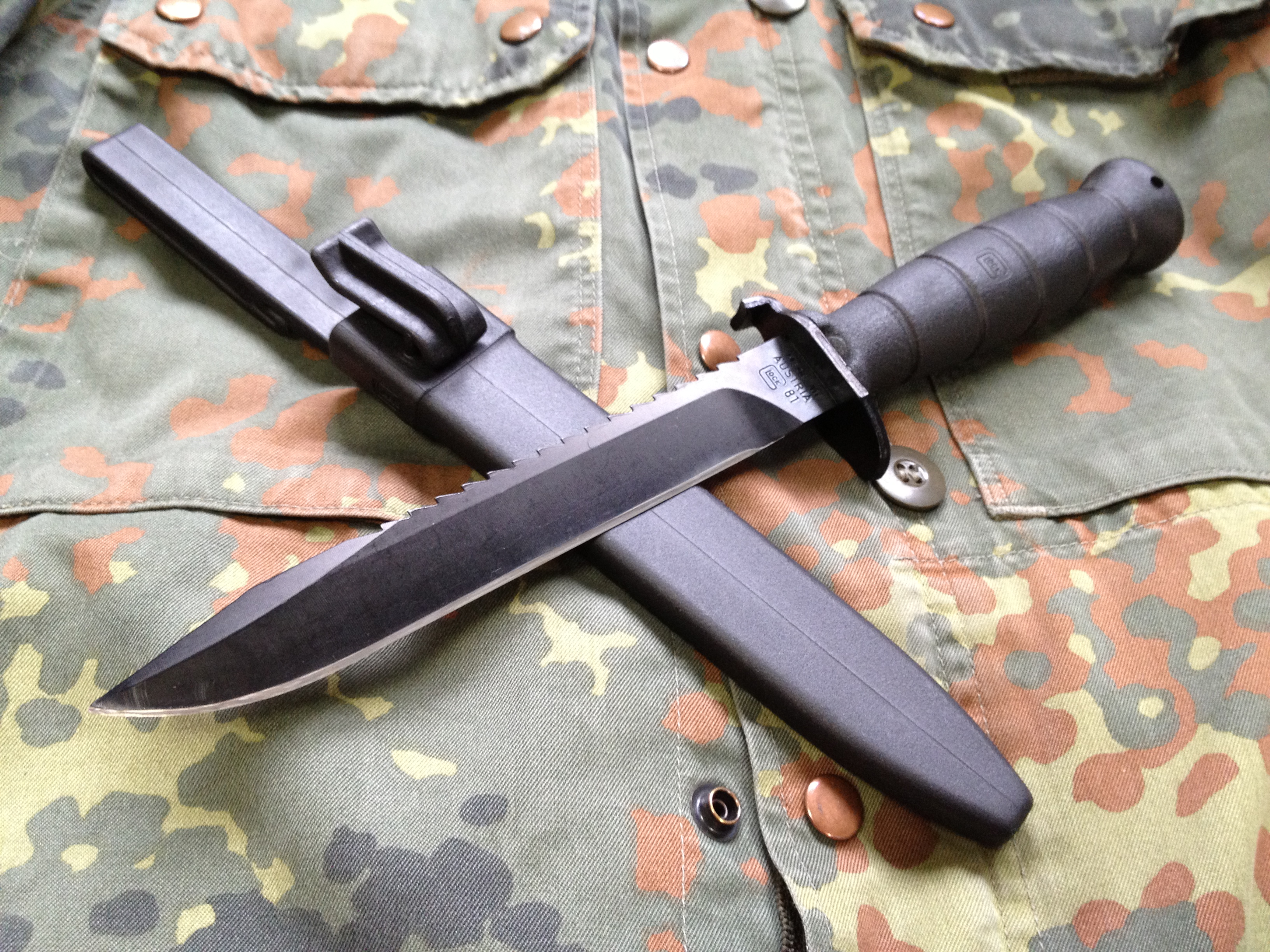
FN 81

### 軍用シャベル
- Feldspaten（Field Spade）
  - 刃の角度を収納（折り畳み）、鍬（柄に対して直角）、通常のシャベルの三段階に調節できる。
  - 柄にはノコギリが内蔵されている。

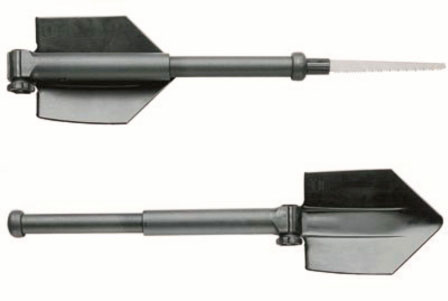
Feldspaten 上は刃を折り畳んでノコギリを出した状態

## 参照元
- グロック社公式ファンサイト "GLOCK FAN" - ABOUT GLOCK（日本語）
  - 世界のGLOCK、創業者と事業内容
  - GLOCKピストルのテクノロジー
  - GLOCKピストルの歴史